# Parco Villoresi
Il parco Villoresi, conosciuto anche come Parco della Boscherona è un'area verde di Monza estesa per 3,5 ettari, inaugurata nel luglio 2010 dal sindaco in carica Marco Maria Mariani. Per la città brianzola è la seconda area verde dopo il parco di Monza, ed è stata realizzata nel quartiere di San Fruttuoso, accanto al laghetto di pesca sportiva di via Boscherona dove scorre l'omonimo canale, il canale Villoresi.

## Descrizione
All'interno sono stati allestiti due campi da calcio, un campo di volley e macchinari per il fitness. I lavori del nuovo parco sono ancora in fase di realizzazione per il nuovo lotto, che prevederà la crescita di altre aree verdi, campi da tennis e parcheggi.
Il parco Villoresi conta 140 piante ad alto fusto e 1300 arbusti.

## Il Polo del Futuro

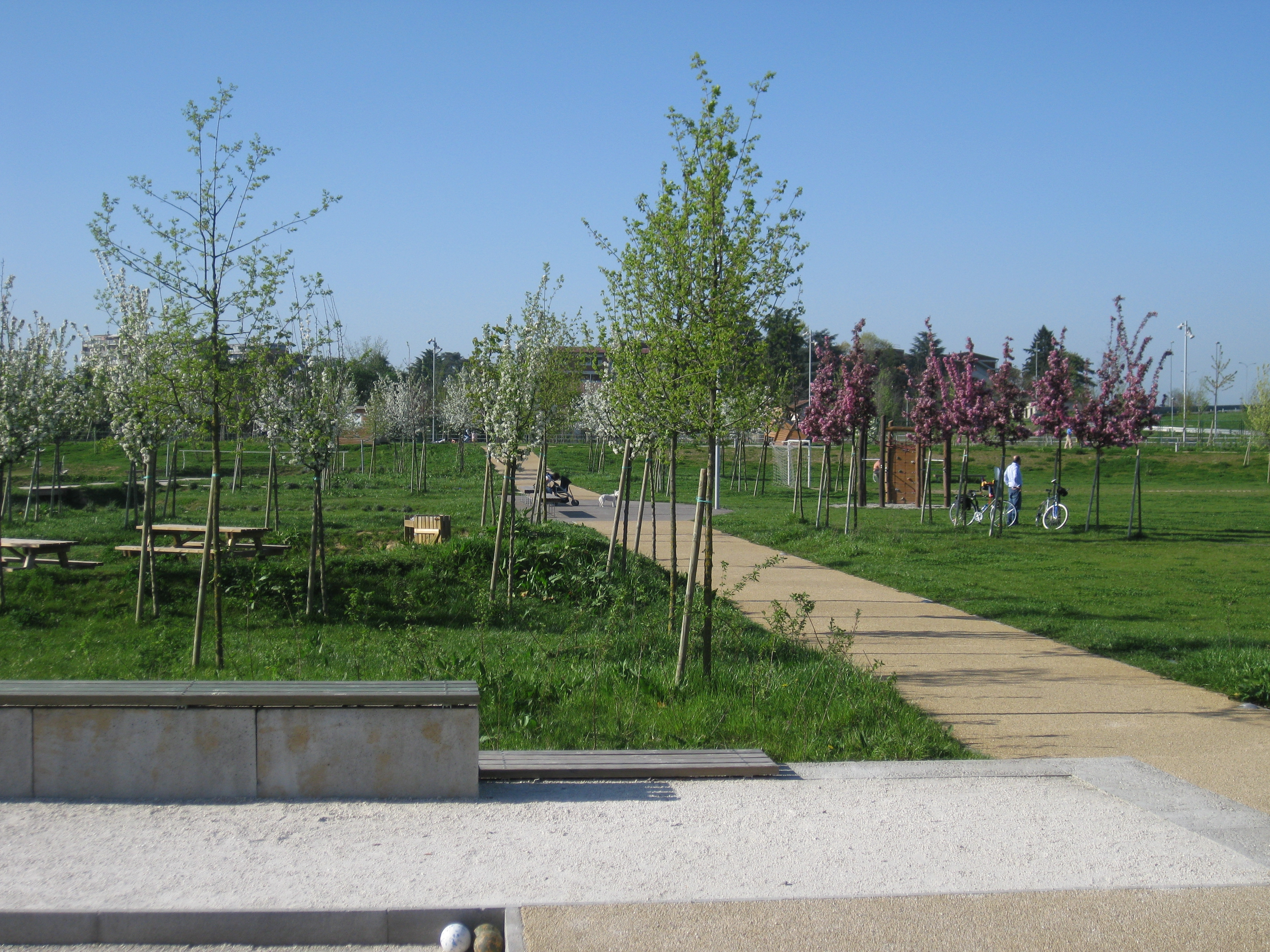
Il parco Villoresi

I quasi 300.000 metri quadrati della zona, negli anni a venire, saranno impiegati come destinazione principale nello sviluppo residenziale, con volumi fino a circa 280.000 m³. Case in cambio di un parco attrezzato di almeno 8 ettari, con orti urbani, area faunistica con animali autoctoni, giardino botanico, zone ricreative, percorsi ciclopedonali, edilizia convenzionata per 20.000 metri quadrati e un asilo nido. Tra gli obiettivi negoziali c'è un centro della creatività, per mostre, laboratori d'arte e giochi, la nuova sede dell'istituto d'arte e la partecipazione alla linea di trasporto sul Villoresi.